# Stereotypical Working Class
Stereotypical Working Class est un groupe de rock français, originaire de Lyon, en Rhône-Alpes. Formé en 1999, le groupe compte un total de six albums studio et trois EP. Durant son existence, le groupe partage, ou a partagé, la scène avec de nombreux autres groupes.

## Biographie

### Débuts (1999–2005)
Selon Guillaume Fouqué du magazine Rock Sound, « le groupe a été créé en 1999 à Bakersfield en Californie[réf. nécessaire]. » Il est à l'origine composé de quatre amis : Jefferson Flambers et Peter Money à la guitare, Steven Brex à la basse, et Invisible Man aux percussions. Après plusieurs tentatives infructueuses, ils font appel au chanteur Thomas Wolf afin de parfaire leur formation. L'équipe décide alors de se rendre en France, « le pays du rock 'n' roll », et s'établissent près de Lyon où ils obtiennent la nationalité française et deviennent Martin au chant, Christophe et David à la guitare, Bertrand à la basse et Olivier à la batterie. ». Cette fiction n'est pas sans clin d'œil à la création du groupe de heavy metal Korn, originaire de Bakersfield et ayant fait appel à Jonathan Davis pour trouver un chanteur.
En 2001, ils croisent le chanteur de Watcha, avec qui ils enregistrent Illusion qui fera partie de leur premier EP quatre titres. En avril 2003, Olivier, le batteur, quitte le groupe. Ils entrent en studio et complètent la formation avec Aymeric Moneste des Silmarils, qui remplace le membre déficient. En 2002, Martin est invité sur l'album Medecine Cake de Pleymo.
Leur premier album studio, intitulé Illusions, comprenant les quatre titres de l'EP homonyme, quatre autres titres composés pour l'occasion, et un bonus caché, sort en février 2003. En pleine période nu metal, le groupe, soutenu par la couverture par la presse musicale française du genre nu et des groupes hexagonaux, commence à se faire un nom dans la région lyonnaise et dans la scène nu metal française. Commencent alors plusieurs contributions avec Pleymo, AqME, Lofofora, et Mass Hysteria.

### DeSans repèresàDay After Day(2006–2009)
Ils mettent alors en chantier leur premier véritable album sous la direction de Stephan Kraemer (producteur de Pleymo et Watcha). C'est la sortie, en mars 2006, de Sans repères sous le label Delivrance, premier grosse production du groupe, comprenant quinze titres alternant l'anglais et le français. Les Stereotypical Working Class repartent pour deux ans de tournée en France et au Benelux afin de promouvoir leur nouvel opus.
En 2008, sort l'album acoustique Station of Nowhere distribué par La Baleine. Il permet aux Stereotypical Working Class de repartir en tournée afin de montrer les différentes facettes de leur musique. À la fin de l'année 2008, les Stereotypical Working Class sont de retour en studio pour enregistrer leur nouvel album. L'année L'année 2009 fut riche en actualité pour le groupe lyonnais, avec la sortie d'un single en début d'année, suivie de près par le nouvel album Day After Day (mixé à Los Angeles par Mark Trombino (Blink 182, Jimmy Eat World, Finch), ainsi que l'EP Looking for a Break et une tournée.

### Every Cloud Has a Silver Lining(depuis 2014)
En 2014, les Stereotypical Working Class annoncent la sortie d'un nouvel album dans le courant de l'année sous le titre Every Cloud Has a Silver Lining. Il est accueilli d'une manière mitigée par l'ensemble de la presse spécialisée,,.
En 2016 sort en format digital « Warm Session », un EP de 4 titres enregistrés en live au studio du Warm Audio.
En 2018, la formation redevient le quintet de ses débuts avec l'arrivée de Mehdi à la guitare.
Début 2020, un nouveau 5 titres, intitulé « Célestopol » et inspiré du roman du même nom d'Emmanuel Chastellière, est enregistré chez Fred Duquesne (Mass Hysteria, No One Is Innocent, Ultra Vomit) et masterisé chez Deviant Lab dont le single Testify est sorti le 29 mai 2020.

## Tournées
Durant son existence, le groupe partage la scène avec de nombreux autres groupes comme Helmet, Pleymo, Madball, Superbus, Marcel et son orchestre, La Ruda Salska, NSK, Flying Pooh, Black Bomb A, Mind the Step, Kerplunk, Sherkan, Les Tambours du Bronx, Tripod, Mass Hysteria, AqME, Treponem Pal, Absolute, Dysfunctionnal by Choice, Counterfeit, Dead Pop Club, Toma, Eths, Artsonic, The Pookies, Dead Pop Club, Seven Hate, Daisy Box, Zenzila, Stupeflip, Watcha, Enhancer, Silmarils, No one is innocent, Tasmaniac, Uncommonmenfrommars, Scapin, Jim Murple Memorial, Aqme, JMPZ, Lofofora, Parabellum, Wünjo, Lest of These, Halfway Legal, Hope is Noise, Bukowski, et Bred.
Ils jouent aussi au Festival Rock’n Poche, Nuits de Fourvière, Élysée Montmartre, Le Batofar, Nouveau Casino de Paris, MJC Duclair, Le Brise Glace, EMB, La Tannerie, American Dreamer, West Rock, Le Transbordeur, Le File 7, Festival Les 2 Alpes, La Boule Noire, Le Bistroy, MJC Oullins, Terminal Export, Black Jack Festival, Glaz'art, Salle des Sapins, Festival La Tour Prend L’Air, Festival 24 h de L’INSA, Noumatrouff, Festival Supaerock, Les Passagers du Zinc, Festival Au Pont du Rock, L'Orange Bleue, Festival de Dour (Belgique), Festival Lamastrock, Festival Artsonic, Festival Pad’nom une action, MJC de Montluçon, Le Ninkasi Kao, La Coopérative de Mai, Festival Rock Sound, Antipodes, Le Scarabée, Festival Région en Scène, Le Bataclan, Centre culturel Valdegour, Le planète Rock, Les 4 écluses, MJC Croix, Le Triplex, Festival Talanconnes, Le Sirius, Centre Culturel Viviers, Festival Metiz’Art, Festival Les Enfants du Rhône, Festival Paye Ton Son, Festival Domonsters, Le Point gamma, Festival Metal de Vitrolles, Rail Théâtre, CCO, La Laiterie, Arcade, et L'austrasique.

## Membres

### Membres actuels
- Benjamin - batterie (depuis 2003)
- Bertrand - basse
- Christophe - guitare
- Mehdi - guitare (depuis 2018)
- Martin - chant

### Anciens membres
- David - guitare (1999-2009)
- Olivier - batterie (1999-2003)
- Guillaume - guitare (2009-2011)